# 田中香
田中香とは、
1. スクウェアに所属していたゲームデザイナー。嵯峨空哉。
2. エフエム群馬のラジオパーソナリティ。下記。

田中 香（たなか かおり、1975年10月24日 - ）は、エフエム群馬のラジオパーソナリティ。エフエム群馬のパーソナリティ。

## 主な担当番組

### 現在の担当番組
- かかあデンパ（水 15:00 - 15:55）[1] - 2019年4月-2022年3月の金曜12:00-12:50放送は単独、2022年4月以降は前任の市川まどかと隔週でパーソナリティを務める。
- ぐんま情報トッピング（月-水 17:50-17:55）

### 過去の担当番組
- VitaminCafe（月-水 16:00-17:55）2012年4月2日より復帰。
  - 12月25日放送分は急性胃腸炎（ノロウイルス）に罹患した為、休養。
- ライナーノーツ（月 15:00-15:55）